# Fraser (Colorado)
Fraser város az Amerikai Egyesült Államok Colorado államában, Grand megyében. Lakosainak száma 1400 fő (2020).

## Közlekedés

### Vasút
A települést napi egy pár California Zephyr néven futó Amtrak távolsági vonatjárat érinti.

## Népesség
A település népességének változása:

| 2010 | 1 224 |
| 2020 | 1 400 |